# Stemphylium maritimum
Stemphylium maritimum är en svampart som beskrevs av T.W. Johnson 1957. Stemphylium maritimum ingår i släktet Stemphylium och familjen Pleosporaceae.   Inga underarter finns listade i Catalogue of Life.